# Agios Vasilios (Corintia)
Agios Vasilios (en griego, Άγιος Βασίλειος) es un pueblo de Corintia (Grecia). Administrativamente pertenece al municipio de Corinto, y la unidad municipal de Tenea. En el año 2011 contaba con una población de 1264 habitantes. Se sitúa cerca de la antigua ciudad de Cleonas.

## Arqueología
Cerca de este pueblo, en la colina de Zyguriés (en griego, Ζυγουριές), situada al sudoeste, hay un yacimiento arqueológico donde se han encontrado muros y cerámica de diversos periodos de la Edad del Bronce cuyos principales fases pertenecen al Heládico Antiguo II y al Heládico Reciente IIIB. 
Del Heládico Antiguo II se han encontrado restos de numerosos edificios rectangulares y trapezoidales separados por calles estrechas. Entre las actividades de sus habitantes se encontraba la fabricación de hojas de obsidiana y se estima que en esta época ya fue un destacado centro administrativo y económico de la zona. A este periodo también pertenecen cuatro tumbas que han sido halladas en otra colina situada a unos 500 m de Zyguriés.
Por otra parte, la fase del Heládico Reciente IIIB es la correspondiente a la civilización micénica. En ambas fases el asentamiento fue destruido por el fuego. Tras esta última destrucción, el asentamiento continuó estando habitado, aunque disminuyó su importancia, en el periodo Heládico Reciente IIIC.

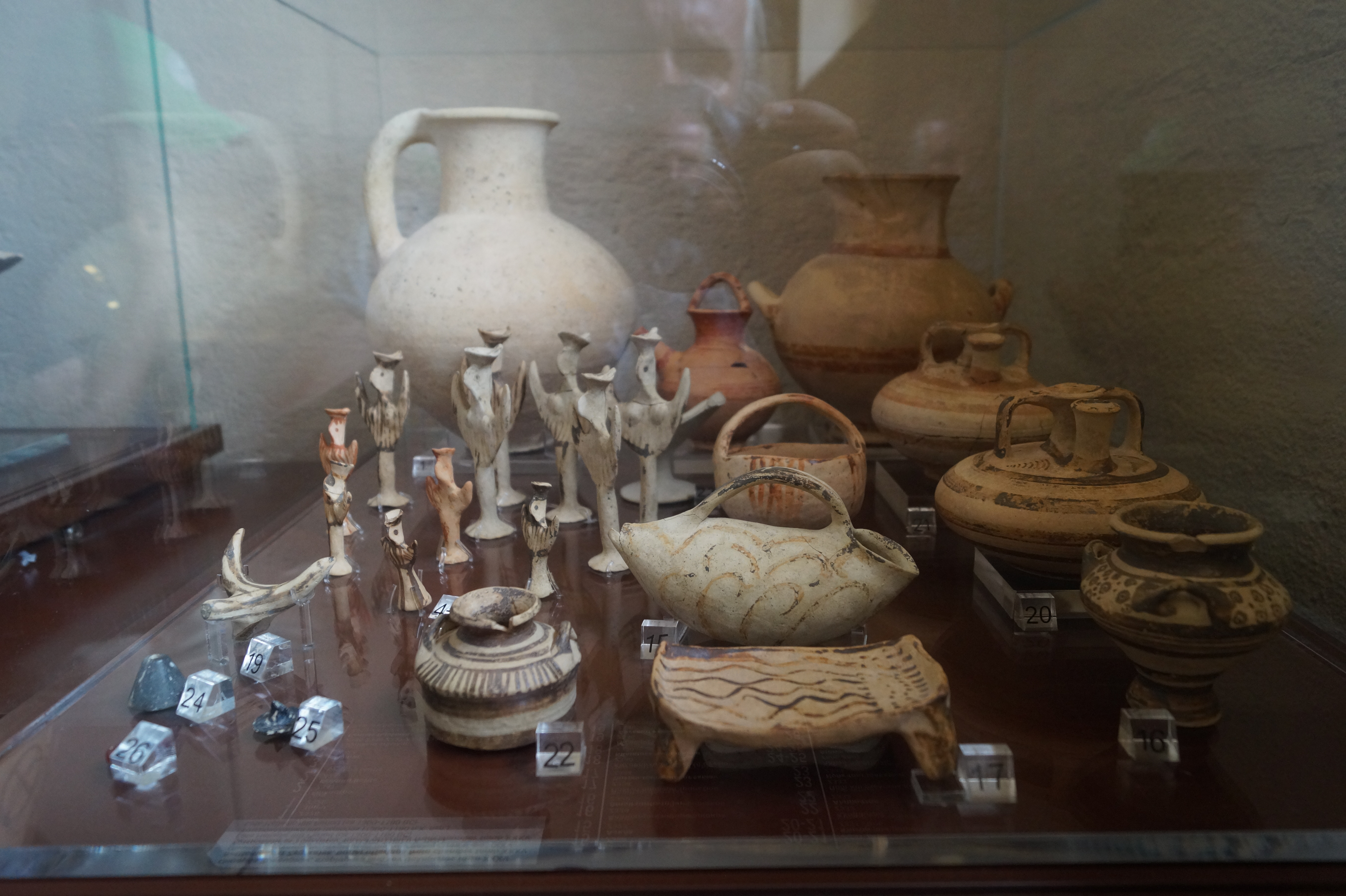
Algunos hallazgos arqueológicos de Zyguriés expuestos en el Museo Arqueológico de la Antigua Corinto.